# Lukas Langhoff
Lukas Langhoff (* 1964 in Ost-Berlin) ist ein deutscher Theaterregisseur.

## Leben
Lukas Langhoff stammt aus der deutschen Theaterfamilie Langhoff und ist der Sohn des Regisseurs Thomas Langhoff, Bruder des Schauspielers Tobias Langhoff und Enkel des Schauspielers und Regisseurs Wolfgang Langhoff. Nach der Schule war er zunächst Theatertischler und arbeitete als Tontechniker in verschiedenen Rockbands, ehe er an der Berliner Volksbühne zur Regie kam.
Von 1995 bis 1998 war Langhoff künstlerischer Leiter des Prater in Berlin. Seit 1996 führte er Theaterregie an verschiedenen Spielstätten in Deutschland. Dazu gehören das Schauspiel Leipzig, beim Jungen Theater Göttingen, das Theater Bremen, das Schauspielhaus Hannover, das Maxim-Gorki-Theater in Berlin, das Theater Magdeburg, das Hans Otto Theater in Potsdam, das Hebbel am Ufer in Berlin und das Ballhaus Naunynstraße in Berlin. Im September 2011 führte er Regie am Theater Bonn bei Henrik Ibsens Ein Volksfeind. Die Inszenierung wurde zum Berliner Theatertreffen 2012 eingeladen.
1996 bis 2017 war er mit der Intendantin des Gorki Theaters Shermin Langhoff verheiratet. Das Paar lebte bis 2014 mit der gemeinsamen Tochter.